# Un tyran sous la pluie
 (décembre 2024).
Pour plus de détails, voir Fiche technique et Distribution.
Un tyran sous la pluie est un téléfilm français de Philippe Arnal, diffusé en en quatre parties en 1973.

## Synopsis
Aldo (Jean Topart), un producteur de cinéma, a fait cadeau à son ex-femme Hélène (Nadine Alari) d'une villa au moment de leur divorce. Quelques années plus tard Aldo vient s'installer dans la villa avec son bel associé, Max (Jean-François Poron). Hélène y vit avec son nouveau mari, le peintre Paul (Henri-Jacques Huet) avec sa fille Cécile (Sophie Chemineau), qui est malade et névrosée : elle a été traumatisée par les disputes incessantes de ses parents.

## Distribution
- Nadine Alari : Hélène
- Henri-Jacques Huet : Paul
- Jean Topart : Aldo
- Jean-François Poron : Max
- Yves Rénier : Patrick
- Alexandre Rignault : Edgar